# Крюгер, Алан
А́лан Крю́гер (англ. Alan Bennett Krueger; 17 сентября 1960, Ливингстон, штат Нью-Джерси, США — 16 марта 2019) — американский экономист, специалист в области экономики труда.
В 2011 году входил в 50 лучших экономистов мира согласно оценке IDEAS/RePEc.

## Биография
Вырос в Ливингстоне, штат Нью-Джерси, в еврейской семье. В 1979 году окончил Ливингстонскую среднюю школу.
В 1983 году получил степень бакалавра наук (с отличием) в Школе промышленных и трудовых отношений при Корнеллском университете. В 1985 году получил степень магистра в Гарвардском университете, а в 1987 году там же — степень доктора экономических наук.
Профессор Принстонского университета. Основатель и директор исследовательского центра «Survey» при университете.
В 1994—1995 годах занимал пост главного экономиста в Министерстве труда США.
В 2009—2010 годах — помощник по экономической политике министра финансов США.
В 2011 году назначен главой Совета экономических консультантов Белого дома. При его назначении на эту должность президент США Барак Обама охарактеризовал его как «одного из ведущих экономистов нации».
Находясь в этой должности выступил с утверждением, что неравенство в Штатах достигло отметки, когда разрыв в доходах граждан угрожает экономическому росту.
Алан Крюгер написал книгу о терроризме, в которой опровергается общепринятое мнение о том, что терроризм зарождается в среде бедных необразованных людей. Крюгер пишет, что часто террористы появляются из среднего класса и имеют образование уровня колледжа.
С 2000 по 2006 год вёл колонку «Economic Scene» в «New York Times».
В 2021 году коллега Алана Крюгера Дэвид Кард получил Нобелевскую премию по экономике за их совместное исследование «Миф и измерение: новая экономическая теория минимальной заработной платы» (англ. «Myth and Measurement: The New Economics of the Minimum Wage»). Алан Крюгер не дожил до вручения премии, так как умер в 2019 году.